# Romance (genre littéraire)
Pour les articles homonymes, voir Romance.
Ne doit pas être confondu avec Romantisme.

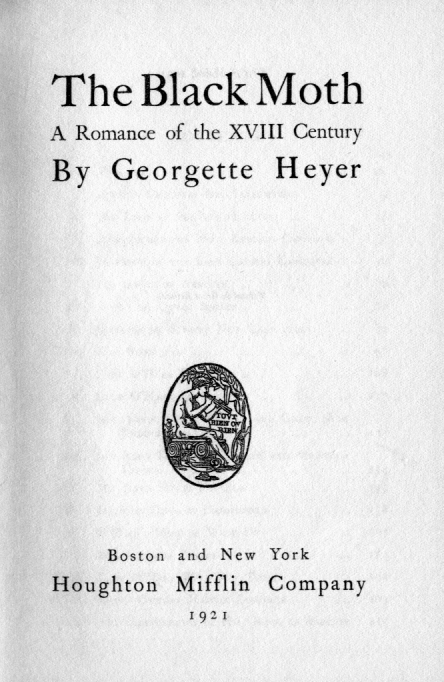
The Black Moth, la première romance historique de Georgette Heyer

Une romance est un type de roman d'amour développé dans certains pays anglophones, tels que les États-Unis, le Canada, le Royaume-Uni et l'Australie. Le terme est un anglicisme inspiré de « romance novel ».
Considéré en France comme un genre mineur, peu étudié par les universitaires, ce type de roman se confond dans l'esprit du public et des médias francophones avec l'ensemble de la production sentimentale de la littérature populaire, représentée emblématiquement par les collections Harlequin, éditées en France depuis 1978. Il jouit cependant dans le monde anglo-saxon d'un statut plus valorisé.
Comme tout roman d'amour populaire universel, les romances se concentrent sur les relations et l'histoire sentimentale entre deux personnes, tout en parvenant à émouvoir le lecteur et en optant pour une fin heureuse. Depuis la fin du XXe siècle et le début du XXIe, elles sont commercialisées dans deux catégories principales : le roman sériel ou « format court » (« category romance »), qui est un petit roman avec une durée de vie d'un mois et le format standard ou roman de « littérature générale » (« single-title romance »), qui est généralement plus long avec une durée de vie plus étendue. Au-delà de sa catégorie générale, une romance peut se diviser en une multitude de sous-genres, dont les romances contemporaines, historiques, paranormales etc. Les éditeurs estiment qu'un nouveau sous-genre est créé pratiquement chaque année.
Une des plus anciennes romances est le récit populaire de Samuel Richardson publié en 1740 : Paméla ou la Vertu récompensée. Il est révolutionnaire sur deux points : l'histoire se focalise sur la cour que fait le héros et expose principalement le point de vue de l'héroïne. Au siècle suivant, Jane Austen étend le genre et son Orgueil et préjugés en est souvent considéré comme le parangon. Austen inspire Georgette Heyer qui crée par la suite la romance historique en 1921. Une dizaine d'années plus tard, la maison d'édition britannique Mills and Boon entame la publication des premiers romans d'amour sériels. Leurs livres sont revendus en Amérique du Nord par les éditions Harlequin, qui mettent en place un marketing direct auprès des lecteurs et donnent la priorité aux magasins de grande distribution.
La romance moderne est née en 1972 avec la parution aux éditions Avon du roman de Kathleen Woodiwiss, Quand l'ouragan s'apaise, la première romance dite « de littérature générale » à être publiée directement en livre de poche. Le genre explose dans les années quatre-vingt avec la création de nombreuses collections de romans sériels et un nombre sans cesse grandissant de romans de « littérature générale ». Des auteurs populaires commencent à repousser les limites du genre tandis que les intrigues et les personnages se modernisent.
En Amérique du Nord, les romances constituent le genre le plus populaire de la littérature moderne, en représentant 55 % de l'ensemble des livres de poche publiés en 2004. Il rencontre la même popularité en Europe et en Australie, les romances sont traduites en 90 langues différentes. Elles sont en majorité écrites par des femmes ou signées sous un pseudonyme féminin. Malgré ce succès, le genre attire la dérision, le scepticisme et les critiques.

## Définitions et fonctionnement de la romance

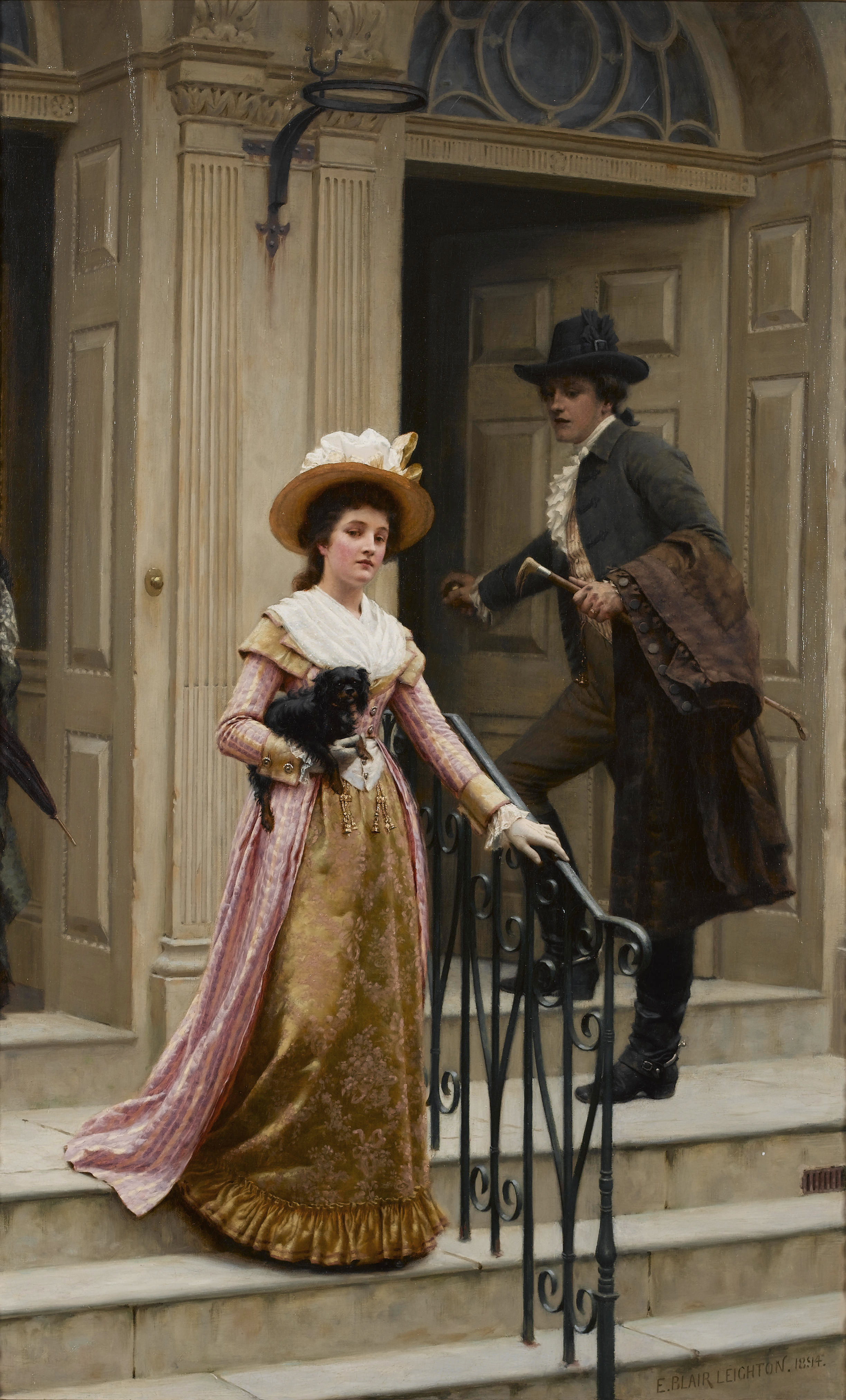
C'est une histoire d'amour entre un homme et une femme qui se rencontrent… (Edmund Blair Leighton, My Next-Door Neighbour, 1894)

D'après l'association américaine des auteurs de romances, la Romance Writers of America (RWA), ce genre de récit doit s'articuler autour de deux personnes, le sujet principal étant le développement d'une interaction romantique entre elles et la façon dont elles construisent ensemble cette relation. Tant le conflit que le point culminant du roman doivent être directement liés à ce thème central qu'est l'histoire d'amour, bien que le roman puisse aussi contenir des sous-intrigues sans lien avec la relation entre les personnages principaux. En outre, une romance doit apporter une satisfaction émotionnelle et se terminer de façon heureuse. Des définitions plus brèves ont été proposées par Leslie Gelbman, le président de la maison d'édition américaine Berkley Books, ou le sociologue français Bruno Péquignot : un roman qui doit faire de la « relation amoureuse entre le héros et l'héroïne… le cœur de l'ouvrage », ou « une histoire d'amour entre un homme et une femme qui se rencontrent (…), ces histoires finissent toujours bien ». En général, les romances récompensent les « gentils » et sanctionnent les « méchants ». De même, un couple qui met tout en œuvre pour bâtir une relation et qui croit en elle est a priori récompensé par l'amour inconditionnel. L'auteur à succès Nora Roberts résume le genre en disant : « Ces livres célèbrent l'amour, les émotions et l'engagement, et toutes ces choses que nous voulons vraiment. »,. La littérature féminine (women's fiction) (dont la Chick lit) se distingue du genre. Dans ce type de fiction, les liens que l'héroïne entretient avec sa famille ou ses amis sont aussi importants que sa relation avec le héros, voire davantage.
Certains auteurs et lecteurs de romances ajoutent des restrictions supplémentaires à leur définition du genre, pouvant aller du fait que les protagonistes doivent se rencontrer au début de l'histoire aux thèmes à éviter comme l'adultère. D'autres désaccords sont centrés sur l'exigence d'une fin heureuse ou la place des relations entre des personnes de même sexe à l'intérieur du genre. Des lecteurs admettent des histoires sans fin heureuse si le cœur de l'intrigue est l'histoire d'amour entre les deux personnages principaux (exemple : Roméo et Juliette). D'autres estiment que la définition du genre doit être beaucoup plus stricte et n'inclure que les couples hétérosexuels. Si la majorité des romances suivent cette délimitation, il existe beaucoup d'autres livres qui sont considérés comme des romans d'amour et qui pourtant dévient de ces règles.
Par conséquent, la définition générale, acceptée à la fois par la RWA et les éditeurs, se résume à un récit centré sur le développement d'une histoire d'amour, avec une fin heureuse,. Aussi longtemps qu'une romance suit ces deux critères, elle peut se dérouler dans n'importe quel lieu et à n'importe quelle période, et les restrictions sur le contenu sont limitées. Même des sujets controversés sont abordés, tels que le viol, la violence domestique, la dépendance ou l'invalidité. La combinaison de différentes époques, lieux et types d'intrigues aide cependant un roman à figurer dans l'un des divers sous-genres. Malgré les nombreuses possibilités que ce système permet, beaucoup de journalistes de la presse dominante considèrent que « toutes les romances se ressemblent »,. Les stéréotypes sur les romances abondent. Par exemple, certains croient qu'elles sont toutes similaires aux romans de Danielle Steel, avec des personnages riches et glamours qui voyagent dans des contrées exotiques. De fait, un certain nombre de lecteurs et de spécialistes considèrent que tous les romans de Steel ne peuvent être classés dans le genre mais plutôt dans la fiction mainstream,. En effet, plusieurs d'entre eux ne relatent pas une histoire d'amour, tandis que d'autres ne comportent pas de fin heureuse.
Aux États-Unis, les romances sont quelquefois référencées ou désignées par des groupes de pression comme de la pornographie féminine. Si certaines romances contiennent des scènes d'amour plutôt osées, dans d'autres les personnages ne vont pas plus loin que s'embrasser chastement. Le genre oscille entre ces deux extrêmes. La grande majorité des lecteurs étant des femmes, la plupart des romances sont racontées du point de vue de la femme, à la première ou à la troisième personne.

## Formats
Les romances se divisent en deux tendances : le roman sériel (category romance ou serie romance) et le roman de « littérature générale » (single-title romance). La majorité des auteurs écrivent uniquement dans l'un des deux formats, toutefois certains comme Jayne Ann Krentz ou Nora Roberts ont connu le succès dans les deux.

### Le roman sériel

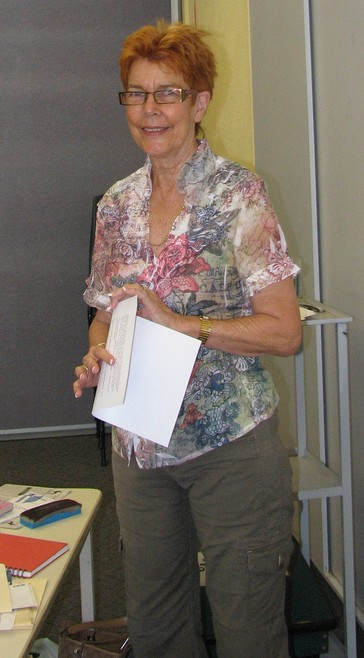
Meredith Webber, auteur de nombreuses romances sérielles dans la collection « Blanche » des éditions Harlequin.

Les romans sériels sont courts, ne dépassant habituellement pas 200 pages ou 55 000 mots,. Ils sont publiés dans des collections clairement définies, avec un certain nombre de livres publiés dans chaque série (line) tous les mois. Dans de nombreux cas, les livres sont numérotés dans l'ordre à l'intérieur de la série. Ces romans bénéficient d'une ample diffusion, mais il n'existe qu'un seul tirage par titre. Ils restent dans les rayonnages des magasins et supermarchés pendant un mois, après quoi d'autres titres prennent la place des invendus qui sont alors détruits, et très rarement réédités. Les livres des auteurs du plus grand éditeur de romans sériels, Harlequin Enterprises Ltd, sont traduits dans 26 langues et vendus dans 109 pays.
Pour écrire un roman de cette longueur, l'auteur doit limiter le récit à l'essentiel. Sous-intrigues et personnages secondaires sont éliminés ou relégués à l'arrière-plan. Néanmoins, les séries de romans sériels ont chacune une identité distincte avec des éléments caractéristiques : cadres, personnages, périodes, niveaux de sensualité ou types de conflit. Les éditeurs de ce type de format remettent généralement à leurs auteurs des guides d'écriture (guidelines) qui fixent le schéma standard de chaque série,,. Les éditeurs renouvellent régulièrement leurs collections en fonction de l'état du marché et des préférences supposées des lecteurs. Des séries érotiques et chrétiennes sont mises en place, tandis que les traditionnelles séries « Régence » sont arrêtées.

### Le roman de «littérature générale»
Les romances qui ne sont pas publiées dans le cadre d'une série d'un éditeur sont appelées romans de « littérature générale » ou « récits étoffés ». Ils sont plus longs, comptant en moyenne entre 350 et 400 pages, et constituent « le haut de gamme » de la littérature sentimentale. Les éditeurs peuvent sortir plusieurs romans dans un espace de temps très court pour des raisons de publicité et de vitesse des ventes, mais la plupart des auteurs écrivent en moyenne un roman et demi par an et en font paraître un chaque année. Ces romans restent dans les rayons à la discrétion des magasins.
Malgré leur nom, les romans ne sont pas toujours des récits uniques, totalement indépendants. Certains auteurs préfèrent écrire des romans liés entre eux, sous forme de trilogie ou même des sagas plus longues, tant qu'ils peuvent revisiter leurs personnages ou leurs univers. Ils portent souvent des titres similaires et peuvent être numérotés. Pour autant, il ne s'agit pas de romans sériels puisqu'ils n'appartiennent pas à une série ou à une collection particulière.

## Histoire du genre

### Genèse

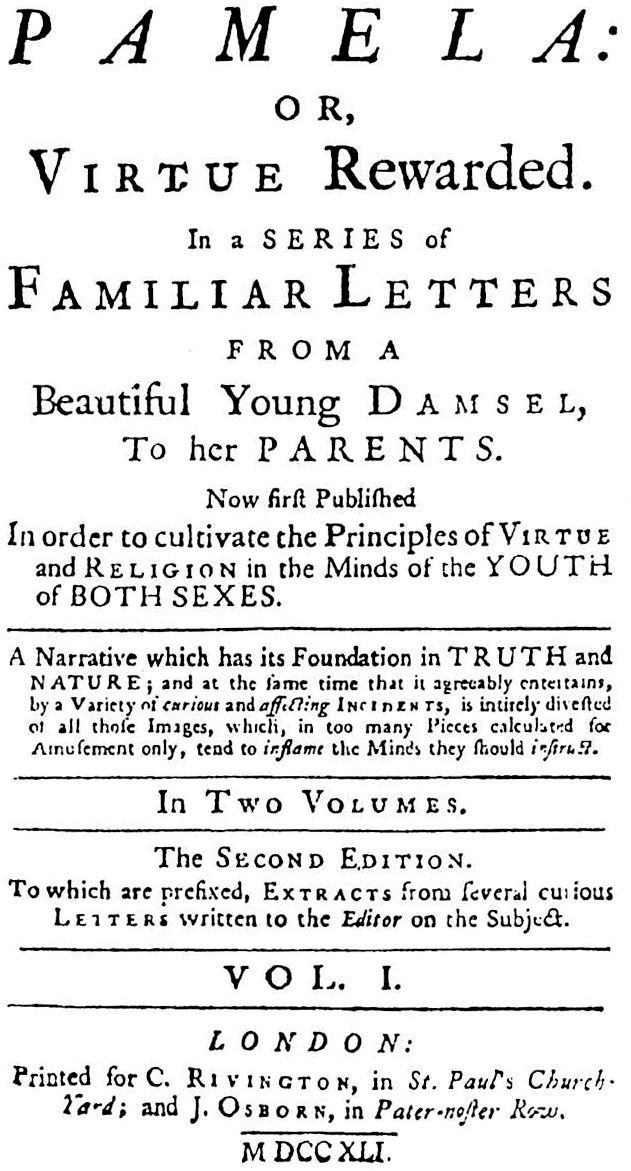
Paméla ou la Vertu récompensée de Samuel Richardson

L'un des premiers romans d'amour est Paméla ou la Vertu récompensée de Samuel Richardson. Publié en 1740, il raconte une quête amoureuse du point de vue de l'héroïne. À la différence de beaucoup de romans de la même époque, Paméla se termine bien. Le livre est l'un des premiers best-sellers, avec cinq éditions imprimées en l'espace de onze mois après sa sortie. Toutefois, le genre ne prend réellement forme qu'à partir du XIXe siècle.
Jane Austen est considérée comme l'un des maîtres du genre avec Orgueil et Préjugés, paru en 1813, désigné comme étant « le meilleur roman d'amour jamais écrit, ». Cependant, des critiques, essentiellement féministes, reprochent aux œuvres de Jane Austen de renforcer le stéréotype sexiste que la femme doit se marier. Les sœurs Brontë utilisent le travail d'Austen pour rédiger leurs romans. Jane Eyre de Charlotte Brontë, publié en 1847, introduit l'héroïne orpheline. Combinant des éléments de roman gothique et de drame élisabéthain, Jane Eyre « démontre la flexibilité de la forme de la romance, ».
Le genre continue à être très populaire tout au long du XXe siècle. En 1919, le roman de E. M. Hull Le Cheik paraît au Royaume-Uni. Il obtient un énorme succès et est adapté en film, faisant de l'acteur Rudolph Valentino une véritable star. Le héros de ce livre représente l'icône du mâle alpha qui kidnappe l'héroïne et gagne son admiration par ses actions énergiques. Le roman est l'un des premiers à introduire le fantasme du viol. Bien que les femmes aient obtenu plus d'émancipation, les éditeurs pensent que les lectrices n'acceptent des relations sexuelles hors mariage que dans le contexte d'un viol. Dans ce roman et ceux qui suivirent, le viol est dépeint comme un fantasme plutôt qu'un acte ignoble : l'héroïne n'éprouve pas de réelle terreur et sort rarement traumatisée de cette expérience.
La première romance historique apparaît en 1921 lorsque l'écrivain britannique Georgette Heyer entreprend d'écrire des histoires d'amour se déroulant à l'époque de la Régence anglaise (1811-1820). Elle choisit délibérément de les rédiger d'un point de vue contemporain en optant pour des héroïnes aux idées modernes.

### Ascension du roman sériel
Dans les années trente, une maison d'édition britannique, Mills and Boon (en), inaugure la publication de romances en grand format. Les livres sont vendus chaque semaine pour deux pences dans des librairies, et leur reliure marron leur vaut le surnom de « the books in brown ». Dans les années 1950, la société décide d'utiliser les marchands de journaux pour vendre ses livres à travers le Royaume-Uni.
En 1957, une société canadienne, Harlequin Enterprises Ltd, entame la diffusion en Amérique du Nord des romans sériels publiés par Mills and Boon. Mary Bonnycastle, l'épouse du fondateur d'Harlequin, Richard H. G. Bonnycastle (en), et sa fille, Judy Burgess, exercent un contrôle éditorial sur tous les romans de Mills and Boon qui sont distribués par Harlequin. Elles suivent un « code de décence » et rejettent tout ce qu'elles jugent sexuellement explicite. Lorsqu'il prend conscience que le genre est particulièrement populaire, Richard Bonnycastle décide finalement de lire une romance. Il en choisit une qui n'a pas été préalablement soumise à d'éventuelles coupes. Enthousiasmé par sa lecture, il donne l'ordre de lancer une étude de marché sur ce roman et découvre qu'il surpasse un roman semblable, mais plus insipide. En général, les romans sont courts et stéréotypés, remplis d'héroïnes douces, compatissantes, pures et innocentes. Les quelques héroïnes qui travaillent occupent essentiellement des emplois traditionnellement féminins, tels qu'infirmière, gouvernante et secrétaire. L'intimité dans les romans ne dépasse jamais un chaste baiser.
Le 1er octobre 1971, Harlequin rachète Mills and Boon. À cette époque, la romance « est populaire et largement distribuée à un public enthousiaste » en Grande-Bretagne. Dans l'optique de reproduire le même succès en Amérique du Nord, Harlequin améliore sa distribution et le système de vente. En choisissant de vendre ses livres « là où se trouvent les femmes », par exemple dans les supermarchés, la société vise le grand public. Chaque livre fait exactement 192 pages. De même, Harlequin décide de créer un service de vente par correspondance en proposant à ses lectrices d'acheter chaque mois un certain nombre de livres.

### Naissance de la romance moderne
La romance moderne serait née en 1972 avec la parution de Quand l'ouragan s'apaise de Kathleen Woodiwiss par les éditions Avon,. Cette romance historique s'inspire de Georgette Heyer en optant pour des héros aux idées contemporaines, mais va plus loin au niveau de la sensualité des scènes d'amour. En outre, il s'agit de la première romance de « littérature générale » à être directement publiée en livre de poche et non en grand format. Il obtient un grand succès en se vendant à 2,35 millions d'exemplaires.
Les éditeurs de romans sériels réagissent plus lentement aux changements apportés par les nouvelles romances historiques. En dépit du fait que les séries Mills and Boon appartiennent désormais à une société nord-américaine, elles n'ont pas d'écrivain américain jusqu'en 1975, lorsque Harlequin décide de publier un roman de Janet Dailey,. Les romans de Dailey apportent au genre « le premier regard sur des héroïnes, héros et quêtes amoureuses qui se situent aux États-Unis, avec des sensibilités, des perceptions, une histoire et un cadre typiquement américains, ». Néanmoins, Harlequin n'est pas certain que le marché soit réceptif à cette nouvelle écriture et refuse de se jeter pleinement dans ce mouvement. À la fin des années 1970, un éditeur Harlequin rejette un manuscrit de Nora Roberts parce qu'« ils ont déjà leur écrivain américain, » ; Roberts devient par la suite l'un des auteurs de romances les plus populaires au monde.

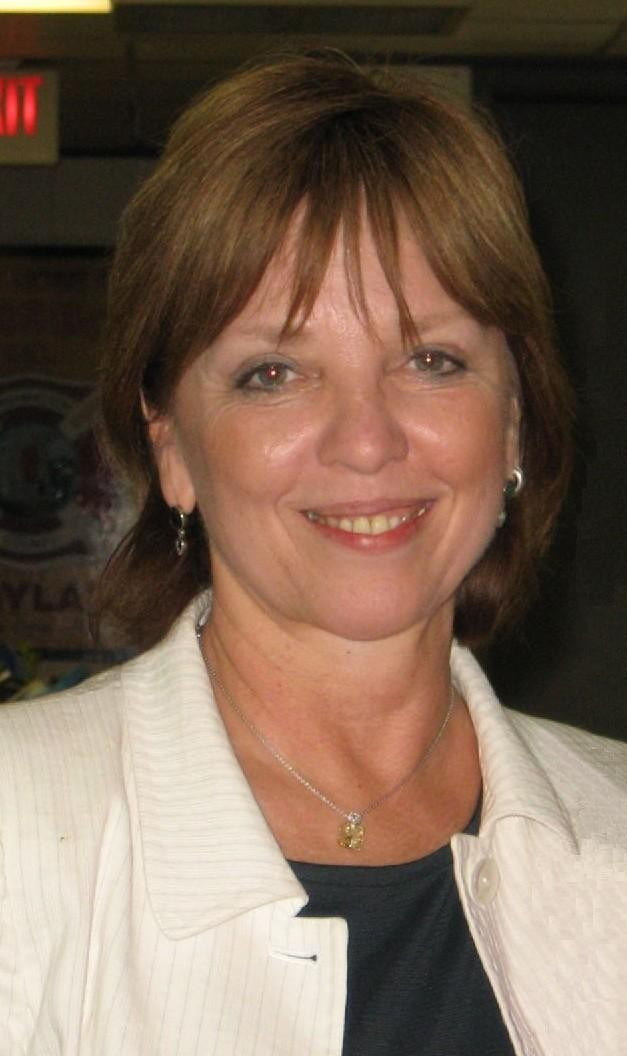
Nora Roberts a vendu 400 millions de romances à travers le monde.

En 1980, Simon and Schuster crée Silhouette Books pour profiter du talent inexploité des auteurs américains. Ils publient plusieurs collections de romans sériels et encouragent leurs auteurs à imaginer des héroïnes plus affirmées et des héros moins dominateurs. Ils attendent d'eux qu'ils n'hésitent pas à aborder des questions contemporaines quand ils le jugent nécessaire. La part de marché de Silhouette s'est très vite étendue et, en 1984, Harlequin les rachète. Malgré cette absorption, Silhouette conserve un contrôle éditorial et continue à publier des séries sous son propre nom.
Harlequin tarde également à répondre à l'attente des lecteurs pour des romans contenant des scènes d'amour explicites et en 1980, plusieurs éditeurs entrent sur le marché du roman sériel pour combler cette lacune. La même année, Dell lance leur série Candlelight Ecstasy avec The Tawny Gold Man de Amii Lorin, devenant ainsi la première série à renoncer à la virginité imposée de leurs héroïnes. À la fin de l'année 1983, les ventes de la série avoisinent les 30 millions de dollars de recettes. Silhouette lance des séries similaires, Desire (sexuellement explicite) et Special Edition (sexuellement explicite avec des histoires plus longues, jusqu'à 250 pages), et chacune a un taux de réussite des ventes atteignant les 90-100 %.
En 1982, une enquête effectuée auprès de lecteurs de romans d'amour confirme que les récentes modifications apportées aux styles d'écriture ont attiré une nouvelle clientèle. 35 % des lecteurs sondés ont commencé à lire des romances après l'année 1977 tandis que 31 % des personnes interrogées sont devenues des lecteurs depuis 6-10 ans, juste après la sortie en 1972 du roman Quand l'ouragan s'apaise de Woodiwiss. Cela signifie que deux-tiers des sondés ont commencé à lire des livres du genre après qu'il a commencé à changer.
Le nombre de séries s'accroit à un rythme très rapide et, en 1985, 16 collections distinctes produisent un total d'environ 80 romans par mois. L'augmentation soudaine des séries s'accompagne d'une demande croissante de romans réalisés par des auteurs amateurs du nouveau style d'écriture. Ce marché très étroit entraîne une diminution proportionnelle de la qualité de l'ensemble des romans publiés. En 1984, le marché est saturé par les romans sériels et les lecteurs commencent à se plaindre des intrigues répétitives. L'année suivante, l'« impact négatif du niveau élevé de redondances dans les romans sériels est évident devant la diminution de titres vendus par mois »,. Le taux de retour d'Harlequin, qui était inférieur à 25 % en 1978, quand il était le principal fournisseur de romans sériels, passe à 60 %.

### Un genre en perpétuelle évolution
Le genre continue de se développer dans la deuxième moitié des années 1980. Ainsi, les éditeurs se rendent compte que les auteurs les plus populaires sont souvent ceux qui en élargissent les limites. En 1984, un roman de LaVyrle Spencer, Cœurs meurtris, raconte l'histoire d'un homme d'âge mûr et corpulent qui doit entamer des changements drastiques dans son style de vie pour gagner le cœur de l'héroïne, tandis que la même année, un roman de Janet Dailey présente un héros vraiment laid et une héroïne qui recherche sa mère naturelle,. En 1986, le roman de Jayne Ann Krentz, Sweet Starfire, devient la première romance futuriste en mélangeant des éléments romantiques avec de la science-fiction. Les relations amoureuses se modernisent également : dans les années 1990, il est rare de trouver un livre dans lequel un homme viole sa future femme.

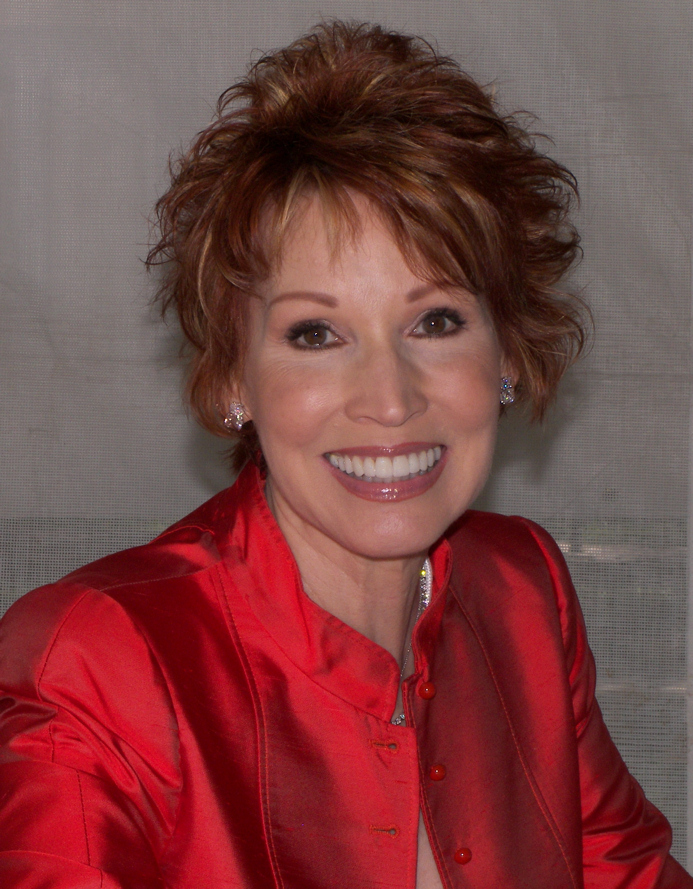
Sandra Brown, auteur de romances contemporaines et historiques

Dans la seconde moitié des années 1980, la romance contemporaine entreprend de mettre en scène des femmes dans des secteurs ou métiers réputés masculins, comme sur les plates-formes pétrolières ou dans le programme spatial. Au début des années 1990, la tendance s'inverse au point de mettre en vedette des héroïnes qui occupent des professions libérales ou créatrices de leur propre entreprise. L'âge moyen des héroïnes s'allonge, des romans commencent à mettre en scène des héroïnes âgées de 30 voire 40 ans. De même, les héros évoluent en devenant plus sensibles. Les romances contiennent plus d'humour depuis les années 1990 lorsque Julie Garwood commence à en introduire dans ses romances historiques. « Réparties cocasses, quiproquos, comique de situation, (…) quelquefois accompagnés d'allusions ou d'extraits parodiques » sont désormais monnaie courante. Malgré l'élargissement de certains aspects des intrigues, d'autres tabous résistent et les éditeurs découragent les auteurs d'écrire sur les sports masculins ou des sujets controversés comme le terrorisme et la guerre.
La romance évolue sous d'autres formes. En 1989, l'auteur Jude Deveraux devient le premier auteur de romance à sortir du marché grand public des livres de poche en étant publié directement en grand format. Son roman, Vint un chevalier (A Knight in Shining Armor) « devient un best-seller ordinaire »,. Plusieurs auteurs trouvent le succès en écrivant des romans « de littérature générale » contemporains et les maisons d'édition encouragent cette expansion dans ce sous-genre. Ces romans se déroulant à l'heure actuelle, ils peuvent introduire plus de situations que les femmes modernes sont amenées à connaître ou à être confrontées et peu à peu de nouveaux thèmes font leur apparition comme la mono-parentalité, l'adoption et les mauvais traitements.
En 2000, les couvertures délaissent l'image d'un couple légèrement vêtu au profit d'un paysage. L'éventail des carrières proposées aux femmes s'étant élargi, il en va de même pour leurs homologues de fiction. Dans les premiers romans Harlequin, les héroïnes étaient en général des infirmières ou des secrétaires. Comme le temps a passé et que les femmes sont entrées en grand nombre sur le marché du travail, les héroïnes occupent désormais des carrières diverses et variées. Les romances modernes proposent des rapports plus équilibrés entre les hommes et les femmes. Cependant, les histoires d'amour adultérines sont encore exceptionnelles. Certaines séries ou sous-genres (la romance spirituelle ou chrétienne notamment) peuvent être recommandés par des associations puritaines américaines, les éditeurs conseillent donc à leurs auteurs ne pas risquer un effet néfaste sur les ventes. Comme le rappelle Bruno Péquignot, la morale n'intervient pas dans les décisions commerciales des éditeurs de romances, leur objectif reste la rentabilité. Si un thème déplaît au public, il est déconseillé dans les guides d'écriture. Ainsi, les différentes tentatives d'Harlequin de proposer des romances avec des héroïnes lesbiennes se soldent invariablement par des échecs commerciaux.

## Sous-genres de la romance
Indépendamment de sa catégorie, une romance ne se limite pas en termes d'intrigues, d'époques ou de lieux et peut se diviser en une multitude de sous-genres. Ceux-ci peuvent se mélanger entre eux et constituer ainsi de nouvelles combinaisons.
| Sous-genre                                                 | % du marché |
| ---------------------------------------------------------- | ----------- |
| Romance sérielle                                           | 30,4 %      |
| Romance contemporaine                                      | 21,8 %      |
| Romance historique                                         | 16 %        |
| Romance paranormale                                        | 11,8 %      |
| Romance policière                                          | 7,2 %       |
| Romance religieuse/chrétienne                              | 7,1 %       |
| Autres (chick lit, romance érotique, littérature féminine) | 2,9 %       |
| Young Adult (ex : Twilight, Hunger Games…)                 | 2,8 %       |

## La romance et le monde de l'édition

### En Amérique du Nord
| Genre littéraire                 | Chiffre d'affaires        |
| -------------------------------- | ------------------------- |
| Romance                          | 1,358 milliard de dollars |
| Religion/développement personnel | 759 millions de dollars   |
| Policier                         | 682 millions de dollars   |
| Science-fiction/fantasy          | 559 millions de dollars   |
| Romans standards                 | 455 millions de dollars   |

Le marché de la fiction romantique « est imperméable à l'ensemble de la récession économique, avec des fidèles lecteurs dépensant jusqu'à 40 $ par mois » pour des romances en 1982,. Cette année-là, les romances en livre de poche totalisent un chiffre d'affaires de 300 millions de dollars et le nombre total de lecteurs est estimé à 20 millions de personnes. Une étude basée sur 600 lecteurs réguliers effectuée la même année « constate qu'ils sont le reflet de la population générale en âge, éducation, situation matrimoniale et statut socio-économique ». Environ la moitié des femmes ont au moins un niveau d'études d'enseignement supérieur court et 40 % sont employées à plein-temps. 60 % des femmes interrogées lisent au moins un roman tous les deux jours. Les femmes considèrent que la lecture de romances représente un antidote au stress ainsi qu'un moyen d'évasion et leur permet de se documenter sur l'Histoire ou sur de nouvelles carrières.
Le marché continue de s'étendre et, en 1991, il représente 46 % de l'ensemble des livres de poche vendus aux États-Unis. Cette expansion est due en partie aux lectrices « boulimiques » ou « voraces », la moitié des clientes d'Harlequin achètent 30 titres par mois. À la même période, la moitié des lectrices occupent un emploi extérieur.
Dans les années 2000, la romance devient le genre le plus populaire de la littérature moderne. En 2004, la fiction romantique génère 1,2 milliard de dollars de chiffre d'affaires, avec 2 285 romans publiés. Près de 55 % de l'ensemble des livres de poche vendus en 2004 sont des romances et ce genre représente 39 % de l'ensemble des œuvres de fiction vendues cette année-là. Plus de 64 millions de personnes déclarent avoir lu au moins une romance en 2004, selon une étude de la Romance Writers of America, une augmentation de 26 % par rapport à leur étude de 2001. Vingt-deux pour cent des lecteurs de romances se sont identifiés comme étant de sexe masculin et se répartissent équitablement entre les personnes mariées et les célibataires. Des personnes de tous âges lisent des romances, dont un pour cent sont âgés de moins de 13 ans et quarante-deux pour cent ont au moins un baccalauréat. La crise survenue à la fin de l'année 2008 a un effet très positif sur le marché, les chiffres de vente bondissent (+32 % pour Harlequin au dernier trimestre 2008), le public se réfugiant en masse dans la lecture de romans « où tout se termine bien » pour oublier leurs soucis,,. De même, tous genres confondus, la romance, et en particulier la romance érotique, arrive en tête des ventes de téléchargements de livres électroniques,. Ainsi, ce nouveau support représente désormais 3,4 % du total des ventes d'Harlequin sur l'année 2008. En comparaison, pour les éditeurs de littérature classique, il ne dépasse pas 1 %.

### En France
En France, la quasi-totalité des romans (sériels ou de littérature générale) sont publiés dans des collections particulières, par exemple « Aventures et Passions » pour les romances historiques. Environ 12 millions de romances se vendent chaque année. Le marché est dominé par les éditions Harlequin (10 millions) ainsi que les éditions J'ai lu (1,5 million) et représente un chiffre d'affaires d'environ 33 millions d'euros en 2004. Ils sont vendus essentiellement dans le secteur de la grande distribution, Harlequin y fait par exemple 66 % de son chiffre d'affaires. Comme cela se passe en Amérique du Nord, Harlequin vend également ses romans par correspondance, ce qui représente 10 % de son chiffre d'affaires. Selon Stéphane Aznar, directeur général des Éditions Harlequin en France, « la France est l'un des plus gros marchés du groupe en dehors des États-Unis ». Il ajoute : « notre activité n'est guère saisonnière et à la Saint-Valentin, nos lectrices n'achètent pas davantage. Nos pics de vente se situent plutôt aux abords de l'été ».

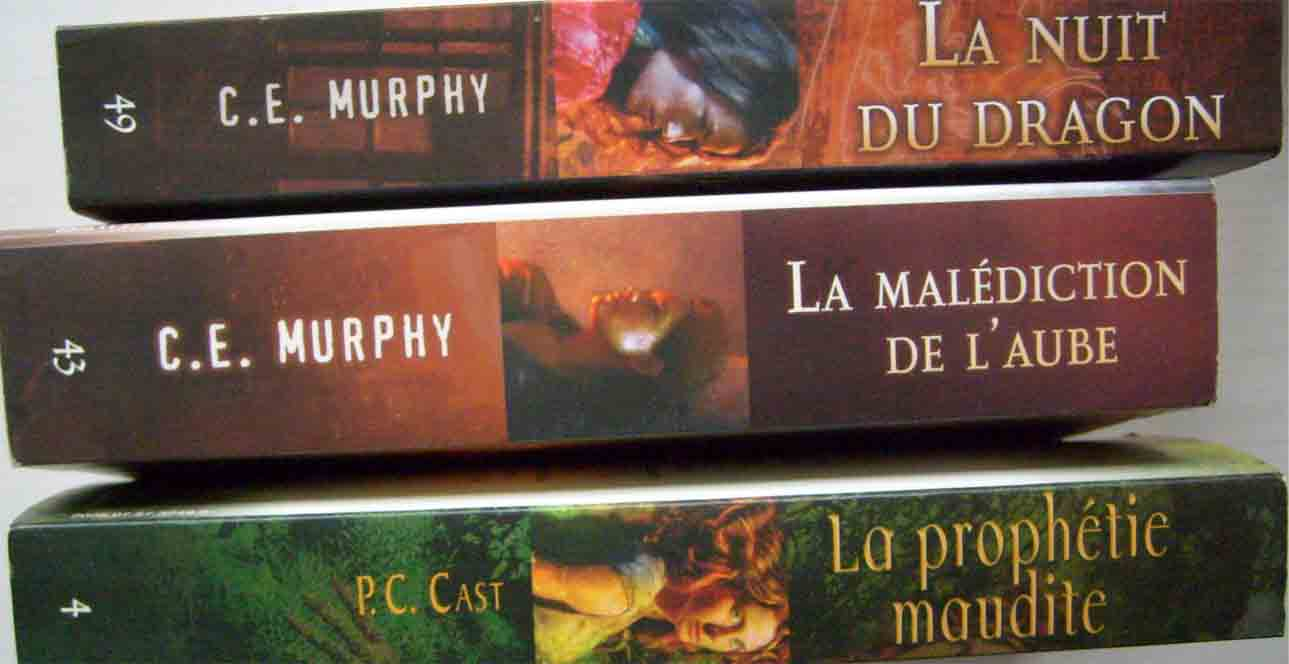
Ouvrages provenant de la collection « Luna » des éditions Harlequin

Pour un taux de retour avoisinant 25 %, J'ai lu propose des mises en place de 10 000 à 17 000 exemplaires par mois. Le taux de retour d'Harlequin est plus élevé (65 %) car il propose davantage de titres différents chaque mois (environ 700). Chacun d'entre eux se vend en moyenne à 16 000 exemplaires. En outre, J'ai lu continue d'éditer régulièrement les romans de Barbara Cartland qui constitue une collection particulière. Depuis 2004, les ventes de romans sentimentaux subissent une légère érosion. Pour y remédier, les éditeurs tentent de diversifier leurs collections et de se positionner sur d'autres marchés, notamment en étant davantage présents dans les librairies traditionnelles ainsi que dans les grandes enseignes de biens culturels comme la Fnac. Dans cette optique, Harlequin lance avec succès des nouvelles collections au format plus grand et au logo beaucoup plus discret, par exemple « Mira » (romance policière) et pendant quelques mois « Luna » (romantic fantasy). Harlequin s'est également positionné sur le marché du numérique : depuis 2010, 300 titres sont proposés sur leur site pour les liseuses. Selon Stéphane Aznar, « Sur les 34 millions d'euros de chiffre d'affaires réalisés en 2010, 1 % provenait du numérique », « cela reste encore marginal par rapport aux 9 millions de livres papier vendus. Mais le numérique est une activité en croissance exponentielle et actuellement, nous vendons entre 10 et 15 000 ebooks par mois. »,. Le succès est rapidement au rendez-vous et dès 2012, le numérique représente un chiffre d'affaires d'un million d'euros, ce qui en fait une activité rentable pour Harlequin, En 2013, Harlequin lance HQN, la première collection sentimentale numérique et francophone.
Même si des romances font partie d'une saga ou d'une trilogie, les deux maisons d'éditions ne traduisent pas automatiquement tous les titres. Seul le premier numéro voire le deuxième ou le troisième peut être proposé. L'ordre chronologique n'est pas non plus toujours suivi. De plus, la traduction peut être effectuée de sorte d'éliminer délibérément toute continuité dans une saga, en changeant par exemple les prénoms et les noms de famille. Dans toute romance, des passages descriptifs ou des scènes d'amour peuvent être modifiés ou éliminés lors de la traduction. Les contrats avec les auteurs anglophones prévoient un droit de coupe de 15 % que les éditeurs peuvent disposer comme ils le souhaitent. Comme en Espagne, il n'existe pas de liste au prestige similaire aux américains New York Times et Publishers Weekly et qui détermine les auteurs les plus vendeurs du genre. Les romances religieuses ne font pas l'objet de traduction française et celle des romances multiculturelles est anecdotique.
Un troisième éditeur, les éditions Bragelonne, s'est lancé dans la Romance en mai 2012 avec le label Milady Romance. Ils proposent trois lignes : Milady Pemberley pour la romance historique, Milady Central Park pour les comédies sentimentales, et Milady Vendôme pour de la romance « d'âge mûr ». Six mois plus tard, la collection Vendôme s'arrête et fait place à Milady Romantica, axée sur la littérature érotique. En 2014, le label lance Emma, leur collection primo-numérique destinée à la littérature féminine.
D'autres éditeurs français, notamment les éditions Charleston et City, publient des romances.

### La romance francophone
S'il existe des auteurs de romance dans les pays francophones, le marché privilégie les traductions anglo-saxonnes. Après le succès de Cinquante nuances de Grey d'E.L. James, coïncidant également avec la possibilité de s'auto-publier en numérique via la plateforme Amazon, le paysage éditorial français se transforme. Quelques mois plus tard, en 2013, les éditeurs commencent à créer des collections primo-numériques et de nouveaux auteurs de romance, francophones cette fois, font leur apparition sous des maisons d'édition reconnues dans le domaine. Pour en nommer certaines : Émilie Blaine (Harlequin), Georgia Caldera (Pygmalion) ou Fleur Hana (Hugo).

### Marchés internationaux
Harlequin vend plus de quatre livres par seconde dont la moitié hors d'Amérique du Nord. L'auteur américain Heather Graham attribue ce succès au fait que « les émotions se traduisent facilement »,. Au Royaume-Uni, environ 20 % de l'ensemble des romans vendus chaque année sont des romances. Bien que l'Italie soit le plus gros marché étranger pour la « chick-lit », dont les romans de la collection Harlequin « Red dress ink », dans ce pays les lecteurs ne prisent guère les romances sur les cowboys, ce type d'activité n'étant pas très commune dans leur culture. La romance paranormale n'est pas populaire dans des pays comme la Pologne et la Russie, tandis que les romances historiques semblent avoir un grand succès. En règle générale, l'inspirational romance ne se vend pas bien en Europe, elle y est d'ailleurs peu publiée. À l'inverse, les histoires avec des bébés sont très populaires.

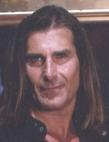
Fabio Lanzoni, le mannequin le plus célèbre des couvertures de romances

En Allemagne, certaines maisons d'édition refusent de permettre à leurs auteurs d'utiliser leur propre nom, craignant que le public allemand rejette les romances sans pseudonyme anglo-saxon. Les lecteurs allemands aiment lire des romances érotiques, au point que certains traducteurs germanophones n'hésitent pas à développer ou insérer des scènes d'amour du fait d'histoires jugées trop timides. Mais l'inverse se produit également : d'autres traducteurs censurent des scènes d'amour. Depuis 1976, les romans des éditions Harlequin sont publiés par la société allemande Cora Verlag dont 50 % des parts appartiennent au groupe de presse Axel Springer Verlag. Environ 10 millions de livres sont vendus et 700 nouveaux titres sont disponibles chaque année.
En 2004, les ventes de romances en Australie augmentent de 28 % par rapport à l'année précédente. Entre 1999 et 2004 le nombre de nouveaux titres parus s'accroît de 40-50 %. Chaque année, environ 20 000 manuscrits sont adressés spontanément aux éditions Harlequin.

## Critiques du genre
La romance n'échappe pas à l'étiquette désobligeante dont est affublée l'ensemble de la littérature sentimentale mondiale. Elle est tournée en dérision et ignorée des critiques et du grand public, contrairement aux autres genres du roman populaire (policier, science-fiction, fantastique) qui bénéficient depuis quelques années d'une image plus respectable. Malgré de récentes tentatives de réhabilitation et les fusions du genre avec d'autres, cet opprobre attaché au genre sentimental reste présent. Lors de sondages réalisés par les éditeurs ou d'enquêtes effectuées par des chercheurs universitaires, beaucoup de lectrices avouent se sentir gênées au moment de l'achat ou même lors de la lecture des livres dans des lieux publics.
Les critiques lui reprochent notamment son manque de suspense, puisqu'il est évident que le héros et l'héroïne finissent par résoudre leurs problèmes, et se demandent s'il est bénéfique « pour les femmes d'être aliénées pendant de nombreuses heures de lecture par des histoires d'amour embellies de façon aussi avantageuse »,. Selon l'écrivain Melissa Pritchard, la romance « perpétue quelque chose d'un peu dangereux, il n'y a que cette notion, il n'y a que l'amour parfait là-dedans. »,. Le genre entraînerait donc irrémédiablement une insatisfaction des lectrices qui ne retrouveraient pas cette image idéalisée du couple dans la « vraie vie ». De même, les féministes estiment que le genre entretient l'idée qu'une femme ne peut réellement avoir une vie épanouie, même si elle occupe une profession intéressante, sans l'amour et surtout le soutien d'un homme. Il n'amènerait pas « ses lectrices à se révolter, ni à sortir du rôle de femme au foyer dans lequel on les a culturellement « enfermées » ». Enfin, le fait que la romance soit renouvelée sans cesse et proposée en grande quantité aux lectrices, notamment les romans sériels d'Harlequin, pousse les intellectuels à s'interroger sur l'effet addictif de ces romans et les éventuelles hallucinations qu'une trop grande consommation pourrait provoquer chez les lectrices. L'image d’Emma que Gustave Flaubert peint dans son célèbre roman Madame Bovary, comme rendue incapable de se confronter à la réalité par ses mièvres lectures de jeunesse, est encore très présente dans l'esprit des critiques les plus virulents.
La romance n'est pas non plus épargnée par les psychologues qui considèrent la lecture de ces romans comme une maladie dont les symptômes sont la dépendance et l'obsession. En 2011, dans le Journal of Family Planning and Reproductive Health Care, une psychologue américaine, Susan Quilliam, affirme qu'« un grand nombre des problèmes que nous rencontrons dans les cliniques et les salles de thérapies proviennent de la littérature de romance ». Elle reproche également aux romances de n'évoquer qu'une fois sur dix des préservatifs. De son côté, le docteur Juli Slattery estime que les romances peuvent « déséquilibrer dangereusement les lecteurs »,.
Cependant, avec le développement des études sur la culture populaire (ou, en France, ce qui est dénommé la paralittérature), l'attention des universitaires se tourne vers le genre ainsi que vers d'autres formes de divertissement populaire. Il ne s'agit pas encore d'une réelle réhabilitation du genre, mais des universitaires tels que Janice Radway, Nancy Chodorow et Ann Douglas se sont penchés sur la romance en prenant en compte un contexte social plus étendu, comme d'autres chercheurs l'ont fait avec les soap-operas, les romans westerns, la science-fiction et d'autres divertissements populaires. Ces études et ces recherches contribuent à la défense du genre, elles ont notamment mis en avant que la stigmatisation de la romance est du en partie au fait qu'il est le seul genre qui soit « écrit presque exclusivement par des femmes pour des femmes »,. D'autres ont recaractérisé l'histoire fondamentale du roman d'une manière qui cadre positivement le genre. L'auteur américain Jennifer Crusie déclare que dans la romance moderne « une femme est récompensée par l'amour inconditionnel [seulement] si elle reste fidèle à elle-même »,, tandis que la romancière Susan Elizabeth Phillips pense que les romans d'amour sont populaires parce que les héroïnes gagnent toujours, en surmontant parfois de lourdes épreuves pour qu'elles ne soient plus jamais considérées comme des victimes.

## Prix et récompenses

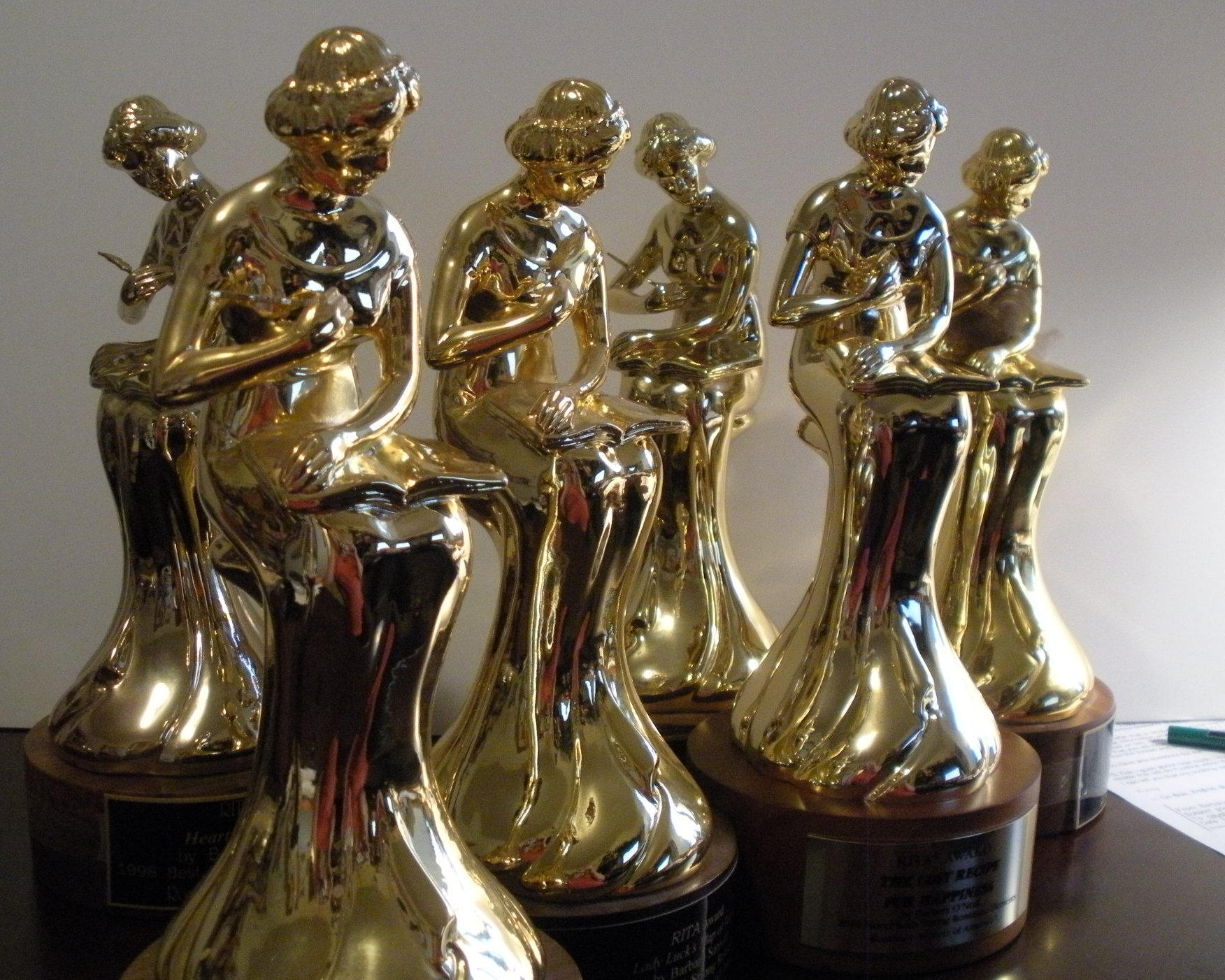
Les RITA Awards décernés par la Romance Writers of America

Les récompenses les plus célèbres et prestigieuses dans le domaine sont les RITA Awards, qui sont remis chaque année par l'association Romance Writers of America aux meilleurs romans de fiction romantique depuis 1982. Ils comprennent plusieurs catégories, dont celle de la meilleure romance de l'année, la meilleure romance historique, la meilleure romance contemporaine, etc. Jusqu'en 1989, les RITA Awards s’intitulaient Golden Medallions.
Depuis 1986, le magazine américain Romantic Times, remet également ses propres récompenses lors de sa convention annuelle : le Reviewers' Choice Award et le Career Achievement Awards. Les nominations et les gagnants, censés représenter le choix des lectrices, sont sélectionnés par une cinquantaine de chroniqueuses du magazine.
En France, ces prix ne sont mentionnés par les éditeurs J'ai lu ou Harlequin que depuis les années 2010.